# Val-de-Vesle
Val-de-Vesle is een gemeente in het Franse departement Marne (regio Grand Est). De plaats maakt deel uit van het arrondissement Reims. Val-de-Vesle telde op 1 januari 2022 992 inwoners.

## Geografie
De oppervlakte van Val-de-Vesle bedroeg op 1 januari 2022 37,15 vierkante kilometer; de bevolkingsdichtheid was toen 26,7 inwoners per km².

## Demografie
Onderstaande figuur toont het verloop van het inwonertal (bron: INSEE-tellingen).